# Kaede Rukawa
Kaede Rukawa (流川 楓?, Rukawa Kaede) è uno dei personaggi principali del manga di Takehiko Inoue Slam Dunk.

## Personaggio
Matricola del liceo Shohoku della prefettura di Kanagawa, Rukawa è un ragazzo alto (187 cm) dal fisico atletico e i corti capelli neri, e la pallacanestro rappresenta per lui la sua unica passione. Ragazzo arrogante, introverso e di poche parole, non sorride mai e in genere non raccoglie le provocazioni, ma se qualcosa lo fa irritare può diventare violento e scontroso. Riscuote molto successo tra le ragazze del suo liceo, quali Haruko e le sue "cheerleader personali" (un trio di ragazze che non fanno che idolatrarlo): Rukawa però è del tutto indifferente alle loro attenzioni, tra l'altro non è nemmeno interessato a farsi degli amici, spesso tratta con distacco e superiorità anche i suoi stessi compagni di squadra: lui vive solo per la pallacanestro col solo obbiettivo di diventare il giocatore più forte del Giappone e approdare nella NBA.
Hanamichi, innamorato di Haruko, non sopporta le attenzioni che lei ha per Rukawa, per questo motivo Hanamichi lo odia, ma anche perché è un giocatore decisamente più talentuoso di lui. La superiorità di Rukawa rappresenta uno dei motivi per cui Hanamichi ha imparato a prendere la pallacanestro con serietà, alimentato dal desiderio di superare il suo rivale Hanamichi è diventato un giocatore sempre più bravo e capace.
Campione di basket sin dai tempi delle medie, Rukawa è considerato una stella nascente a livello nazionale nonché la migliore delle matricole della prefettura, oltre ad essere più volte definito come l'asso dello Shohoku. Nel giro di poco tempo è riuscito a diventare una pedina irrinunciabile del quintetto base dello Shohoku insieme a Hanamichi, Akagi, Mitsui e Miyagi. È un giocatore completo, un attaccante di grandissimo valore, capace di segnare da pressoché tutte le zone del campo, facendo dello one-on-one la sua tecnica vincente. È capace di andare a canestro anche per merito delle sue schiacciate e con il layup, ed è bravo pure nel gioco difensivo. Nonostante sia il miglior talento a livello nazionale, si è allenato molto duramente per riuscire ad avere una precisione pressoché assoluta nel tiro in qualsiasi modo lo effettui. Stando a ciò che dice Anzai, i movimenti che esegue sono perfettamente memorizzati nel suo corpo (ai campionati nazionali segna un tiro libero addirittura con gli occhi chiusi) e che per raggiungere un tale livello, Rukawa deve aver fatto almeno dieci milioni di tiri. Rukawa vuole mostrare il suo talento a tutti in ogni modo ed è determinato nel vincere sempre senza compromessi. Questo lato del suo carattere si rispecchia nel suo stile di gioco, che mira quasi sempre ad uno scontro diretto contro l'avversario trascurando il gioco di squadra. Essendo ancora una matricola, Rukawa non ha una resistenza tale da permettergli di giocare al massimo per tutta la partita, quindi ha bisogno di essere sostituito o di limitarsi da solo per un certo arco di tempo, come ha fatto contro il Ryonan, risparmiando le energie per tutti i primi venti minuti, in modo da giocarsi tutto nella ripresa spingendo al massimo.
Sebbene le sue abilità di giocatore sono a beneficio della squadra, Hanamichi ha una così profonda avversione nei suoi confronti che spesso si augura che lui fallisca miseramente durante gli incontri, anche se ciò fosse ai danni della squadra (cosa che però non accade mai dato la tecnica di gioco di Rukawa è pressoché perfetta). Rukawa pare non avere una grande considerazione di Hanamichi, tanto da non badare molto alle sue parole spesso offensive, ma in realtà più volte è rimasto impressionato dal talento innato del suo compagno di squadra durante le partite, in realtà il divario tra i due è dovuto principalmente alla mancanza di esperienza di Hanamichi che ha iniziato a praticare la pallacanestro solo al primo anno di liceo, all'inizio del manga, mentre Rukawa lo praticava già alle scuole medie, Haruko ricorda un episodio particolare che riflette pienamente il talento di Rukawa: quest'ultimo quando studiava alle medie durante una partita segnò una schiacciata benché fosse marcato da ben tre giocatori avversari.
È stato Fujima il primo a notare quanto sia pericoloso i duo formato da Rukawa e Hanamichi. Infatti nonostante non perdano occasione per beccarsi reciprocamente, loro due sono la combinazione migliore dello Shohoku: molte, infatti, sono le volte in cui Rukawa può sfoggiare la sua velocità e le sue enormi doti realizzative sfruttando contropiedi nati dalle stoppate e dai rimbalzi di Hanamichi. È proprio su un passaggio di Rukawa (lanciato a schiacciare ma marcato stretto) che Hanamichi segna in sospensione il canestro della vittoria sul Sannoh a un secondo dalla fine. Anzai sostiene di non aver mai visto nessuno dotato quanto lo sono Sakuragi e Rukawa.
La pallacanestro è l'unica cosa nella quale metta impegno e abnegazione, ma per il resto si rivela una persona pigra e negligente ed è capace di dormire persino in classe durante l'orario di lezione o mentre va in bicicletta, per sua stessa ammissione per lui dormire è praticamente un passatempo. La sua pigrizia è anche la ragione per cui rifiutò l'offerta dell'allenatore del Ryonan di andare nel suo liceo e giocare per la loro squadra (nonostante il Ryonan fosse una squadra molto più forte dello Shohoku) dato che il loro liceo era più lontano da casa sua rispetto a quello dello Shohoku.
È molto forte, tanto da poter sopraffare più avversari da solo senza l'aiuto di nessuno, inoltre è uno dei pochi personaggi nel manga capace di sostenere uno scontro con Hanamichi.

## Storia

### L'ingresso nel club di pallacanestro dello Shohoku
Rukawa si iscrive al club di pallacanestro dello Shohoku, entrando subito in contrasto con Hanamichi: infatti Hotta che aveva sfidato Hanamichi commette lo sbaglio di provocare Rukawa che fa a pugni con lui e i suoi amici mettendoli al tappeto, riportando una lieve ferita alla testa, Haruko voleva medicargli la ferita con l'unico risultato che Rukawa l'ha trattata in malo modo, e Hanamichi non tollerando il modo con cui si è comportato ha fatto a pugni con lui.
Hanamichi e Rukawa entrano nel club di pallacanestro e in breve tempo Rukawa dà prova del suo strabiliante talento. Giocherà una partita amichevole contro la squadra del liceo Ryonan, confrontandosi con Sendo, il giocatore più forte della squadra nonché uno dei più forti di tutta la prefettura, forse il suo rivale più pericoloso. Rukawa riesce a mettersi in mostra con il suo talento dando del filo da torcere a Sendo, e con un suo passaggio Hanamichi segna il canestro del vantaggio a pochi secondi dalla fine, ma Sendo riesce a portare la sua squadra alla vittoria con un eccezionale canestro nonostante Rukawa e Akagi avessero tentato di fermarlo.
Alla squadra si aggiungerà Ryota Miyagi e in seguito anche Hisashi Mitsui, quest'ultimo già in passato aveva fatto parte della squadra, aveva anche tentato di distruggerla facendo irruzione nella sua palestra con i suoi amici teppisti, uno dei quali, Ryu, colpisce Rukawa ferendolo alla testa con lo spazzolone per pulire il parquet, ma alla fine Mitsui mette da parte il suo astio e decide di riunirsi alla squadra

### Campionato della prefettura
Lo Shohoku affronta le squadre del girone ottenendo delle facili vittorie, e Rukawa dà sfoggio del suo eccezionale talento, le difficoltà iniziano quando affrontano la squadra del liceo Shoyo, considerata la più forte del girone. All'inizio lo Shoyo si porta in vantaggio, ma proprio Rukawa, segnando il primo canestro per la squadra, spinge i suoi compagni a reagire, e la partita diventa equilibrata. Hanamichi, che aveva già guadagnato quattro falli, nei minuti finali non riusciva più a esprimere al meglio il suo gioco per timore di commettere il quinto fallo che gli sarebbe costata l'espulsione, ma proprio Rukawa lo convince a reagire, e per merito delle sue parole Hanamichi riesce a rendersi indispensabile in fase difensiva giocando molto meglio. Rukawa segnerà il canestro della vittoria, mentre Hanamichi commette l'ultimo fallo eseguendo una schiacciata, venendo espulso, sebbene Rukawa si complimenti con lui per la sua prestazione.
Lo Shohoku perderà la partita contro la squadra del liceo Kainan, considerata la più forte della prefettura, anche perché Akagi si è dovuto temporaneamente ritirare nel primo tempo per via di un infortunio, e Rukawa per compensare la sua assenza ha impiegato tutte le sue energie in attacco nel primo tempo, e pur avendo fatto tanti canestri, nel secondo tempo si è dovuto ritirare in quanto completamente sfiancato.
Costretti a classificarsi perlomeno secondi per ottenere la promozione al campionato nazionale, lo Shohoku deve giocare l'ultima partita del campionato della prefettura contro l'avversario più ostico, il Ryonan, dove Rukawa si confronterà più volte contro il suo rivale Sendo, non commettendo però lo stesso errore che ha fatto contro il Kainan, infatti dopo un primo tempo dove ha fatto una modesta prestazione, Rukawa si scatena nel secondo tempo facendo molti canestri, e lo Shohoku vince ottenendo l'accesso al campionato nazionale.
Rukawa viene inserito nel "Kanagawa Best Five" insieme a Akagi, Sendo, Maki e Jin, tra i quali è l'unica matricola del gruppo.

### Il campionato nazionale
Rukawa decide di rivelare ad Anzai, il suo allenatore, che desidera partire per l'America e giocare nella NBA, ma Anzai lo scoraggia dal farlo, non volendo che Rukawa commetta gli stessi sbagli di Yazawa, il suo ex allievo. Anzai lo voleva allenare per fare di Yazawa il giocatore di pallacanestro più forte del Giappone, ma lui credendo di essere già sufficientemente bravo andò in America per diventare un campione, col solo risultato che è morto in un incidente stradale dopo aver collezionato tanti fallimenti agonistici. Anzai sprona quindi Rukawa a pensare ad una carriera all'estero solo dopo aver dimostrato di essere il più forte giocatore del Giappone, facendogli notare anche che non è ancora al livello del suo rivale Sendo, parole che spingono il giovane a riflettere seriamente sul suo modo di giocare e sui suoi obiettivi.
Al campionato nazionale lo Shohoku affronta per prima la squadra del liceo Toyotama, come sempre Rukawa sarà determinante nel portare avanti l'offensiva dello Shohoku, per la prima volta Hanamichi si rivelerà quasi affascinato dal talento di Rukawa, come afferma Anzai è impossibile che Sakuragi possa raggiungere il livello del suo rivale prima che i due finiscano le scuole superiori, Hanamichi sarà costretto a riconoscere che Rukawa è un giocatore più forte di lui (ma proprio questa consapevolezza alimenterà ulteriormente la determinazione di Hanamichi nel volerlo superare). Uno dei giocatori del Toyotama, Minami, colpisce Rukawa all'occhio sinistro, curiosamente proprio Hanamichi dalla panchina, benché abbia sempre trattato Rukawa con ostilità, sarà il primo a prendere le sue difese. Rukawa giocherà tenendo l'occhio destro chiuso, ma questo non inciderà sul suo gioco, infatti niente riesce a tenere a freno a sua straordinaria abilità nel tiro libero. Ottenuta la vittoria contro il Toyotama, lo Shohoku dovrà giocare contro la squadra più forte del paese, quella del liceo Sannoh, campione in carica per quattro anni di seguito. Minami, gentilmente, dà a Rukawa un unguento per il suo occhio malandato.
Durante la partita contro il Sannoh, Rukawa si confronterà con il suo più pericoloso rivale, Eiji Sawakita, il giocatore più forte del basket liceale giapponese. In questa partita Rukawa mette da parte l'orgoglio e inizia a passare la palla coinvolgendo i suoi compagni. È in questo momento che Rukawa inizia finalmente ad esprimere totalmente il suo vero talento. Dopo la qualificazione al campionato nazionale va da Sendo e gli chiede di giocare contro di lui. Sendo gli dice che Rukawa non sfrutta il suo pieno talento, perché finché non comprenderà che l'one-on-one (dote in cui Rukawa è imbattibile) è solo uno dei tanti modi di andare a canestro, non riuscirà mai a batterlo davvero. Rukawa, così, smette di giocare per se stesso e anche trovandosi nell'one-on-one con Sawakita cambia modo di giocare e passa la palla ai suoi compagni, rivelandosi così anche uno straordinario regista di gioco e non solo un finalizzatore. A causa di questo Sawakita, che nell'uno contro uno lo aveva totalmente sovrastato, inizia ad avere molte difficoltà nel marcare Rukawa perché prima quest'ultimo pensava solo ad andare a canestro (cosa che rendeva il suo gioco limitato e quindi prevedibile), ma nel momento in cui Rukawa diventa altruista Sawakita non sa più cosa aspettarsi da lui, se l'one-on-one o una finta per passare la palla: ciò rende il giocatore dello Shohoku più immarcabile, tanto da riuscire anche a fronteggiarlo poi nell'one-on-one e a superarlo, dopo averlo visto in azione Akagi arriva ad affermare che non esiste limite al talento di Rukawa. Quest'ultimo, a un secondo dalla conclusione della partita, passa la palla a Hanamichi il quale segna il canestro della vittoria. Per la prima volta Rukawa e Hanamichi si scambiano un gesto di rispetto reciproco, a dimostrazione del fatto che forse, in parte, hanno appianato il loro antagonismo.
La squadra, esausta per la vittoria, non riesce a superare la semifinale, anche perché lo Shohoku non poteva più contare su Hanamichi che durante la partita contro il Sannoh si era infortunato alla schiena, comunque Rukawa è stato convocato con la nazionale juniores.